# Drosophila murphyi
Drosophila murphyi este o specie de muște din genul Drosophila, familia Drosophilidae, descrisă de Hardy și Kaneshiro în anul 1969. Conform Catalogue of Life specia Drosophila murphyi nu are subspecii cunoscute.